# بورصة الإسكندرية

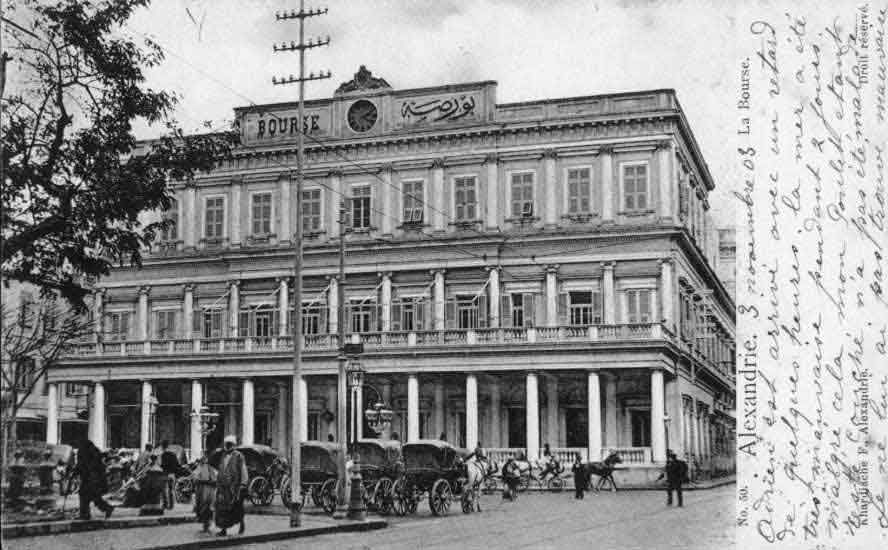
بورصة الأسكندرية العام 1900 على إحدى البطاقات البريدية وقتها

بورصة الإسكندرية عدت بورصة مدينة الإسكندرية في مصر من أقدم البورصات في العالم. فقد تمت أول صفقة قطن محلية مسجلة في العام 1885 بمقهى أوروبا السكندرى بميدان “Des Consuis” والذي سمى لاحقاً ميدان محمد علي، حيث كان تجار القطن يجتمعون ويعقدون صفقات قائمة على العرض والطلب بشأن القطن طويل التيلة (كرنك ومنوف) أو القطن قصير إلى متوسط التيلة (أشمونى، جيزة وزاجورا) وعلى مدار السنوات امتدت تلك الصفقات لتشمل نوعيات بذور القطن المختلفة مثل: هل، عفيفى وسكلاريدز.
وكان المتممون الأوائل لصفقات القطن الأولى ينتظرون وصول «صحيفة الأنباء» من أوروبا لكى ترشدهم في عملياتهم في المستقبل، وكانت السمعة الطيبة تؤثر على كل حركة، فقد نال مزارعو القطن الذين كانوا يقومون بتسليمه في الموعد المحدد ثقة المصدرين، ومن ثّم كانوا يتسلمون طلبات كبيرة في الموسم التالى. فكان احترام المواعيد والمصداقية ذاتا أهمية جوهرية إذا ما أرد التاجر تحقيق ربحاً.
ومن المقهى الأوروبي السكندرى انتقل متممو صفقات القطن إلى مبنى مجاور، وعندما بدأ العمل يتزايد أنشئت هيئة الإسكندرية للقطن (سميت لاحقاً بالهيئة السكندرية العامة للغلة أوال AGPA) بغرض التجارة في القطن وبذور القطن والحبوب في الأسواق الفورية والآجلة.
أنشئ مبنى بورصة الأسكندرية في العام 1899 خلال عهد الخديوى عباس الثانى بميدان محمد علي بالإسكندرية وأصبحت بورصة الإسكندرية إحدى معالم المدينة التي تظهر على بطاقات البريد، والكتب والدليل الإرشادى للمدينة، وأصبحت البورصة بطرق عديدة النقطة المركزية لمجتمع المدينة المالى. قننت عقود بيع القطن الآجلة في عام 1909 لتتوافق مع انتعاش مصر بعد الهبوط الاقتصادى الكبير الذي جلبه الانهيار المالى لعام 1907، عندما انهارت المؤسسات المصرفية والعقارية للأسواق في المضاربات. وكان التدخل الحكومى حتى ذلك الوقت غائباً من الناحية الفعلية، ومن ناحية أخرى، ظل السوق الفورى لميناء الباسال معزولاً حتى عام 1931.
ومن بين سماسرة القطن الخمسة والثلاثين المسجلين في عام 1950 لم يكن هناك سوى اثنين فقط من المصريين، كما تألف مديرو بورصة الإسكندرية من مزيج غير متساوى من المصريين، والشاميين واليهود وكان رئيسها سوري الجنسية يدعى جول كلات بك. وعلى الرغم مما إتسمت به من مزيج عرقي إلا أن الهيئة كانت قد قطعت شوطاً كبيراً بعد تحكم البريطانين فيها لفترة طويلة من خلال أكبر مصدرين للقطن في الإسكندرية وهما عائلة كارفرو وعائلة موس. ولقد ازدادت قبضة هذين المصدرين على سوق التصدير المربح وذلك بعد أن تزوج أحد أبناء عائلة كارفر من وريثه عائلة موس. وعلى نحو مماثل، سيطر الأجانب في الأغلب على مغازل حلج القطن، وكان في مقدمة هؤلاء الأجانب في القرن الماضي سيليج كول (من مانشستر) وعائلة البلانتاس (من ليفربول)و عائلة لندمانز (من براغ) وكذلك ودرسدن وعائلة كورامى بناكى سافاكوس ممثلين عن «الرابطة اليونانية».
حتى الخمسينيات من القرن العشرين كان معظم التداول يتم مع بورصة القطن «بليفربول» كشاهد على روابط مصر القوية بالإمبراطورية البريطانية. واستخدمت تجارة القطن المصرية على نحو متفاوت سياسياً خلال فترات الحروب حيث كانت تبرز كشرط في أغلب اتفاقيات مصر الدولية، فقد كانت تلك التجارة آداة رئيسية للمساومة وكذلك آداة تعزيز للعملة المصرية. واعتمدت تجارة مانشستر القوية بشكل مكثف على ذلك المصدر الرئيسي والذي كان مسئولاً عن تكوين ثروات لا توصف في المملكة المتحدة.
كان هناك أيضاً لجنة القطن المصرية المشتركة ومعهد القطن، وهما مؤسستان موقرتان منضمتان إلى المؤتمر الدولي للقطن. ومع مرور الوقت، أخذ عدد المصدرين الداخلين في هذه التجارة يزداد، ولقد ضم التجار الجدد كل من طلعت حرب باشا، مؤسس مجموعة شركات بنك مصر، ومحمد فرغلي باشا، رئيس هيئة مصدري القطن بالإسكندرية، ومن جانب الخبراء كان من بين الجدد أحمد عبد الوهاب باشا وهو وزير مالية سابق وفؤاد أباظة باشا مدير الجمعية الملكية الزراعية. وبينما كانت طبقة المفكرين المحلين على وشك أن تأخذ دورها في السيطرة والتحكم، ظهرت التجارة الزراعية تحت حماية الدولة من خلال سلسلة من قوانين الإصلاح الزراعى ولذا تحول القطاع الزراعى إلى ملكيات صغيرة غير مربحة وجمعيات تعاونية بيروقراطية.
وانخفضت البورصة بنسبة 6.25% عقب بداية الثورة المصرية عام 2011 في 25 يناير. وأغلق السهم في نهاية التداول يوم 27 يناير بعد أن انخفض مؤشر EGX 30 القياسي (EGX30) بنسبة 16 في المائة ذلك الأسبوع وسط الانتفاضة. أعيد فتح البورصة في 23 مارس بعد إغلاقها لمدة 8 أسابيع تقريبًا. وانخفض السوق بنسبة 8.9٪ أخرى عند إعادة الفتح.